# Аффлек, Кейси
Ка́леб Ке́йси Макгуа́йр А́ффлек-Болдт (англ. Caleb Casey McGuire Affleck-Boldt, род. 12 августа 1975, Фалмут, Массачусетс) — американский актёр театра, кино и телевидения, а также кинорежиссёр, кинопродюсер и сценарист.
Лауреат премий «Оскар», «Золотой глобус» и BAFTA (все — 2017 года) за главную роль в драме «Манчестер у моря». Младший брат Бена Аффлека.

## Биография
Кейси Аффлек родился 12 августа 1975 года в городке Фалмут, штат Массачусетс, в семье учительницы Крис Болдт (Christopher Anne Boldt) и Тимоти Байерса Аффлека (Timothy Byers Affleck). Их отец сменил множество работ, был социальным работником, фармацевтом, механиком, он также играл на сцене Театральной компании Бостона. Кейси на три года младше своего брата — голливудского актёра, сценариста и режиссёра Бена Аффлека. У Аффлеков ирландские и шотландские корни. Кейси Аффлек поступил в Университет Джорджа Вашингтона, позже перевёлся в Университет Колумбии в Нью-Йорке, где изучал физику, астрономию и западную философию. Не окончив обучение, начал актёрскую карьеру с небольших ролей в телесериалах.
В 1990-х годах Аффлек познакомился с актрисой Саммер Феникс, сестрой Хоакина и Ривера Фениксов. Они начали встречаться в 1999 году, обручились в январе 2004, поженились 3 июня 2006 года в Саванне, Джорджия. У них двое сыновей — Индиана Август (род. 31 мая 2004) и Аттикус (род. 12 января 2008). Аффлек и Феникс разошлись в начале 2015 года, и публично сообщили о расставании в марте 2016. В 2016 году Аффлек начал встречаться с актрисой Флорианой Лима. 1 августа 2017 Саммер Феникс официально подала на развод, указав в качестве причины «непримиримые разногласия». С 2021 года состоит в отношениях с актрисой Кейли Коуэн.
В 2010 году на Аффлека подали в суд две женщины из съёмочной группы фильма «Я всё ещё здесь» за сексуальное домогательство. Продюсер Аманда Уайт судилась на 2 миллиона долларов, и рассказала, что в её присутствии Аффлек попросил обнажиться Энтони Лэнгдона (участника группы Spacehog), называл женщин «коровами», «неподобающе» говорил о её возрасте, обсуждал свою половую жизнь, а также «вторгся в её личное пространство», не запуская Уайт в комнату её отеля, пока сам развлекался с другой женщиной. Когда Уайт отказалась к ним присоединиться, он схватил её за руку. Оператор фильма Магдалена Горка, в свою очередь, судилась на 2,25 миллиона долларов. Она рассказала, что однажды ночью пьяный Аффлек залез к ней в постель.
Дела были урегулированы и так не дошли до суда. Уайт и Горка получили денежную компенсацию.
Аффлек является веганом с 1995 года.

## Фильмография
| Год  |     | Русское название                              | Оригинальное название                                      | Роль                               |
| ---- | --- | --------------------------------------------- | ---------------------------------------------------------- | ---------------------------------- |
| 1995 | ф   | За что стоит умереть                          | To Die For                                                 | Рассел                             |
| 1996 | ф   | В погоне за солнцем                           | Race the Sun                                               | Дэниэл Вебстер                     |
| 1997 | ф   | Умница Уилл Хантинг                           | Good Will Hunting                                          | Морган О’Малли                     |
| 1997 | ф   | В погоне за Эми                               | Chasing Amy                                                | Парень                             |
| 1998 | ф   | Печаль пустыни                                | Desert Blue                                                | Пит Кеплер                         |
| 1999 | ф   | Американский пирог                            | American Pie                                               | Том Майерс (в титрах не указан)    |
| 1999 | ф   | 200 сигарет                                   | 200 Cigarettes                                             | Том                                |
| 2000 | ф   | Утопим Мону!                                  | Drowning Mona                                              | Бобби Кальзон                      |
| 2000 | ф   | Безумно верная жена                           | Committed                                                  | Джей                               |
| 2000 | ф   | Бессмертные души                              | Soul Survivors                                             | Шон                                |
| 2000 | ф   | Гамлет                                        | Hamlet                                                     | Фортинбрас                         |
| 2001 | ф   | Американский пирог 2                          | American Pie 2                                             | Том Майерс                         |
| 2001 | ф   | Одиннадцать друзей Оушена                     | Ocean’s Eleven                                             | Вёрджил Маллой                     |
| 2002 | ф   | Джерри                                        | Gerry                                                      | Джерри                             |
| 2004 | ф   | Двенадцать друзей Оушена                      | Ocean’s Twelve                                             | Вёрджил Маллой                     |
| 2005 | ф   | Одинокий Джим                                 | Lonesome Jim                                               | Джим                               |
| 2006 | ф   | Прощальный поцелуй                            | The Last Kiss                                              | Крис                               |
| 2007 | ф   | Тринадцать друзей Оушена                      | Ocean’s Thirteen                                           | Вёрджил Маллой                     |
| 2007 | ф   | Как трусливый Роберт Форд убил Джесси Джеймса | The Assassination of Jesse James by the Coward Robert Ford | Роберт Форд                        |
| 2007 | ф   | Прощай, детка, прощай                         | Gone Baby Gone                                             | Патрик Кензи                       |
| 2010 | ф   | Убийца внутри меня                            | The killer inside me                                       | Лу Форд                            |
| 2010 | ф   | Я всё ещё здесь                               | I'm Still Here                                             | в роли самого себя; также режиссёр |
| 2011 | ф   | Как украсть небоскрёб                         | Tower Heist                                                | Чарли Гиббс                        |
| 2012 | мф  | Паранорман, или Как приручить зомби           | Paranorman                                                 | Митч                               |
| 2013 | ф   | Из пекла                                      | Out of the Furnace                                         | Родни Бэйз-мл.                     |
| 2013 | ф   | В бегах                                       | Ain't Them Bodies Saints                                   | Боб Малдун                         |
| 2014 | ф   | Интерстеллар                                  | Interstellar                                               | Том Купер                          |
| 2014 | док | Единство                                      | Unity                                                      | рассказчик, озвучка                |
| 2016 | ф   | Три девятки                                   | Triple Nine                                                | Крис Аллен                         |
| 2016 | ф   | И грянул шторм                                | The Finest Hours                                           | Рэй Сиберт                         |
| 2016 | ф   | Манчестер у моря                              | Manchester by the Sea                                      | Ли Чендлер                         |
| 2017 | ф   | История призрака                              | A Ghost Story                                              | С                                  |
| 2018 | ф   | Старик с пистолетом                           | The Old Man & the Gun                                      | детектив Джон Хант                 |
| 2019 | ф   | Свет моей жизни                               | Light of My Life                                           | папа                               |
| 2019 | ф   | Друзья навсегда                               | Our Friend                                                 | Мэтью                              |
| 2020 | ф   | Мир грядущий                                  | The World to Come                                          | Дайер                              |
| 2020 | ф   | Каждый твой вдох                              | Every Breath You Take                                      | Филлип                             |
| 2023 | ф   | Оппенгеймер                                   | Oppenheimer                                                | Борис Паш                          |
| 2024 | ф   | Зачинщики                                     | The Instigators                                            | Кобби                              |
| 2024 | ф   | Рогатка                                       | Slingshot                                                  | Джон                               |
| 2026 | ф   | Дикая игра                                    | Wild Game                                                  | Джек Иригарай                      |

## Награды и номинации
| Премия                              | Год  | Фильм                                           | Категория                         | Результат |
| ----------------------------------- | ---- | ----------------------------------------------- | --------------------------------- | --------- |
| «Оскар»                             | 2008 | «Как трусливый Роберт Форд убил Джесси Джеймса» | Лучшая мужская роль второго плана | Номинация |
| «Оскар»                             | 2017 | «Манчестер у моря»                              | Лучшая мужская роль               | Победа    |
| «Золотой глобус»                    | 2008 | «Как трусливый Роберт Форд убил Джесси Джеймса» | Лучшая мужская роль второго плана | Номинация |
| «Золотой глобус»                    | 2017 | «Манчестер у моря»                              | Лучшая мужская роль — драма       | Победа    |
| BAFTA                               | 2017 | «Манчестер у моря»                              | Лучшая мужская роль               | Победа    |
| «Выбор критиков»                    | 2002 | «Одиннадцать друзей Оушена»                     | Лучший актёрский состав           | Номинация |
| «Выбор критиков»                    | 2005 | «Двенадцать друзей Оушена»                      | Лучший актёрский состав           | Номинация |
| «Выбор критиков»                    | 2008 | «Как трусливый Роберт Форд убил Джесси Джеймса» | Лучшая мужская роль второго плана | Номинация |
| «Выбор критиков»                    | 2008 | «Прощай, детка, прощай»                         | Лучший актёрский состав           | Номинация |
| «Выбор критиков»                    | 2016 | «Манчестер у моря»                              | Лучшая мужская роль               | Победа    |
| «Выбор критиков»                    | 2016 | «Манчестер у моря»                              | Лучший актёрский состав           | Номинация |
| «Независимый дух»                   | 2017 | «Манчестер у моря»                              | Лучшая мужская роль               | Победа    |
| «Спутник»                           | 2007 | «Как трусливый Роберт Форд убил Джесси Джеймса» | Лучшая мужская роль второго плана | Победа    |
| «Спутник»                           | 2014 | «Из пекла»                                      | Лучшая мужская роль второго плана | Номинация |
| «Спутник»                           | 2017 | «Манчестер у моря»                              | Лучшая мужская роль               | Номинация |
| Национальный совет кинокритиков США | 2007 | «Как трусливый Роберт Форд убил Джесси Джеймса» | Лучшая мужская роль второго плана | Победа    |
| Национальный совет кинокритиков США | 2016 | «Манчестер у моря»                              | Лучшая мужская роль               | Победа    |
| Премия Гильдии киноактёров США      | 2008 | «Как трусливый Роберт Форд убил Джесси Джеймса» | Лучшая мужская роль второго плана | Номинация |
| Премия Гильдии киноактёров США      | 2017 | «Манчестер у моря»                              | Лучшая мужская роль               | Номинация |
| Премия Гильдии киноактёров США      | 2017 | «Манчестер у моря»                              | Лучший актёрский состав           | Номинация |